# Паланский, Александр Степанович
Александр Степанович Паланский (28 сентября 1919, п. Ставище, Киевская губерния, Украинская Народная Республика — 8 марта 1945, Восточная Померания, Германия) — командир танкового взвода 142-го танкового батальона 95-й танковой бригады 9-го танкового корпуса Белорусского фронта, лейтенант. Герой Советского Союза (15 января 1944). Украинец. Член ВЛКСМ с 1934 года.

## Биография
После окончания школы работал учителем. В 1937 поступил на заочное отделение Уманского педагогического института. Но не доучился. В 1941 году был призван в РККА и направлен на учёбу в танковое училище. После его окончания в июне 1943 года был направлен в действующую армию. Воевал на Центральном, Белорусском и 1-м Белорусском фронтах.
В составе 95-й танковой бригады, затем 90-го отдельного мотоциклетного батальона и 108-й танковой бригады 9-го танкового корпуса прошёл с боями Белоруссию и Польшу, участвовал в боях на Висле и Одере. 8 марта 1945 года в боях в Восточной Померании лейтенант А. С. Паланский был тяжело ранен и в тот же день от полученных ранений скончался в 200-м медико-санитарном батальоне. Похоронен на центральной площади польского города Старгард-Щециньски.
О подвиге лейтенанта Паланского писал маршал Советского Союза Константин Константинович Рокоссовский в книге «Солдатский долг»:

«…Танкисты корпуса Б. С. Бахарова совместно с 65-й армией прорывали оборону противника на западном берегу Днепра. Танковый взвод лейтенанта Александра Степановича Паланского вырвался вперёд. Позади него наших войск не было, но танкистов это не смутило. Уничтожая гитлеровцев огнём и гусеницами, они ворвались в посёлок Городок, оборонявшийся гарнизоном, насчитывавшим более пятисот фашистских солдат.
Ошеломлённые внезапным появлением советских танков, гитлеровцы прекратили сопротивление и бежали, оставив на месте четыре тяжёлых орудия и другое оружие. Продолжая выполнять задачу, лейтенант Паланский атаковал следующий населённый пункт — Стародубки, уничтожив здесь свыше 200 гитлеровцев. Захватив несколько миномётов с 30 ящиками мин, танкисты использовали их против врага. Взвод удерживал населённый пункт до подхода основных сил танковой бригады, отразив четыре контр-атаки немцев.
За этот подвиг, сыгравший большую роль в прорыве обороны противника, лейтенант Паланский был удостоен звания Героя Советского Союза…»

## Награды
- Герой Советского Союза — Указом Президиума Верховного Совета СССР «О присвоении звания Героя Советского Союза генералам, офицерскому, сержантскому и рядовому составу Красной Армии» от 15 января 1944 года за «образцовое выполнение боевых заданий командования на фронте борьбы с немецкими захватчиками и проявленными при этом отвагу и геройство» лейтенанту Александру Степановичу Паланскому присвоено звание Героя Советского Союза с вручением ордена Ленина и медали «Золотая Звезда» (№ 2791)[1];
- орден Красной Звезды.

## Память
В посёлке Ставище установлен бюст Героя. На школе, где он учился — мемориальная доска. Именем Героя названа улица в родном селе.